# Naomie Harris
Naomie Harris, född 6 september 1976 i London, är en brittisk skådespelare. Harris är bland annat känd för att ha medverkat i Pirates of the Caribbean-serien, 28 dagar senare och för att ha spelat rollen som Miss Moneypenny i Bond-filmerna Skyfall (2012), Spectre (2015) och No Time to Die (2021).

## Biografi

### Uppväxt
Harris föräldrar kommer ursprungligen från Jamaica och Trinidad och immigrerade till London som unga. Hennes mamma är författare medan hennes pappa är kläddesigner. Föräldrarna separerade när Harris var ung. Hon växte upp i Finsbury Park i norra delen av London. Harris bor fortfarande kvar i London.
Hon har studerat vid Cambridge universitetet och har fått sin teaterträning på Bristol Old Vic Theatre School.

### Karriär
Första gången som Harris syntes på tv var hon nio år gammal. Hon hade en framgångsrik karriär som barnskådis på BBC.  När hon 2002 fick huvudrollen i tv-serien White Teeth blev hon mer uppmärksammad. Hon tog sedan steget över till Hollywood när hon fick en roll i Pirates of the Caribbean: Död mans kista och senare i Pirates of the Caribbean: Vid världens ände hon spelade mot Johnny Depp och Keira Knightley. Harris har spelat rollen som Miss Moneypenny i Bond-filmerna Skyfall (2012), Spectre (2015) och No Time to Die (2020).
Harris har också jobbat med teater, bland annat mot Benedict Cumberbatch och Jonny Lee Miller i en produktion av Frankenstein regisserad av Danny Boyle.

## Filmografi
| År        | Titel                                       | Info      |
| --------- | ------------------------------------------- | --------- |
| 1987      | Simon and the Witch                         | TV-serie  |
| 1989      | Erasmus Microman                            | TV-serie  |
| 1992–1993 | Runaway Bay                                 | TV-serie  |
| 1994–1995 | The Tomorrow People                         | TV-serie  |
| 2002      | White Teeth                                 | TV-serie  |
| 2002      | Brottet och straffet                        | TV-serie  |
| 2002      | The Project                                 | TV-film   |
| 2002      | Living in Hope                              |           |
| 2002      | Anansi                                      |           |
| 2002      | 28 dagar senare                             |           |
| 2002–2003 | Dinotopia                                   | TV-serie  |
| 2003      | Crust                                       |           |
| 2004      | Trauma                                      |           |
| 2004      | After the Sunset                            |           |
| 2005      | Tristram Shandy                             |           |
| 2006      | Pirates of the Caribbean: Död mans kista    |           |
| 2006      | Miami Vice                                  |           |
| 2007      | Pirates of the Caribbean: Vid världens ände |           |
| 2008      | LandShark Inc.                              |           |
| 2008      | Expilcit Ills                               |           |
| 2008      | Street Kings                                |           |
| 2008      | Poppy Shakespeare                           | TV-film   |
| 2009      | Morris: A Life with Bells On                |           |
| 2009      | My Last Five Girlfriends                    |           |
| 2009      | Ninja Assassin                              |           |
| 2009      | Small Island                                | TV-film   |
| 2010      | Blood and Oil                               | TV-film   |
| 2010      | Sex & Drugs & Rock & Roll                   |           |
| 2010      | The First Grader                            |           |
| 2010      | Asscused                                    | TV-serie  |
| 2010      | Fable III                                   | Datorspel |
| 2012      | 007 Legends                                 | Datorspel |
| 2012      | Skyfall                                     |           |
| 2013      | Mandela - Vägen till frihet                 |           |
| 2015      | Southpaw                                    |           |
| 2015      | Spectre                                     |           |
| 2016      | Our Kind of Traitor                         |           |
| 2016      | Moonlight                                   |           |
| 2016      | Skönheten i allt                            |           |
| 2018      | Rampage: Big Meets Bigger                   |           |
| 2018      | Mowgli: Legend of the Jungle                |           |
| 2019      | Black and Blue                              |           |
| 2020      | The Third Day                               | TV-serie  |
| 2021      | Swang Song                                  |           |
| 2021      | Venom: Let There Be Carnage                 |           |
| 2021      | No Time to Die                              |           |
| 2022      | The Man Who Fell to Earth                   | TV-serie  |